# 福禄寿

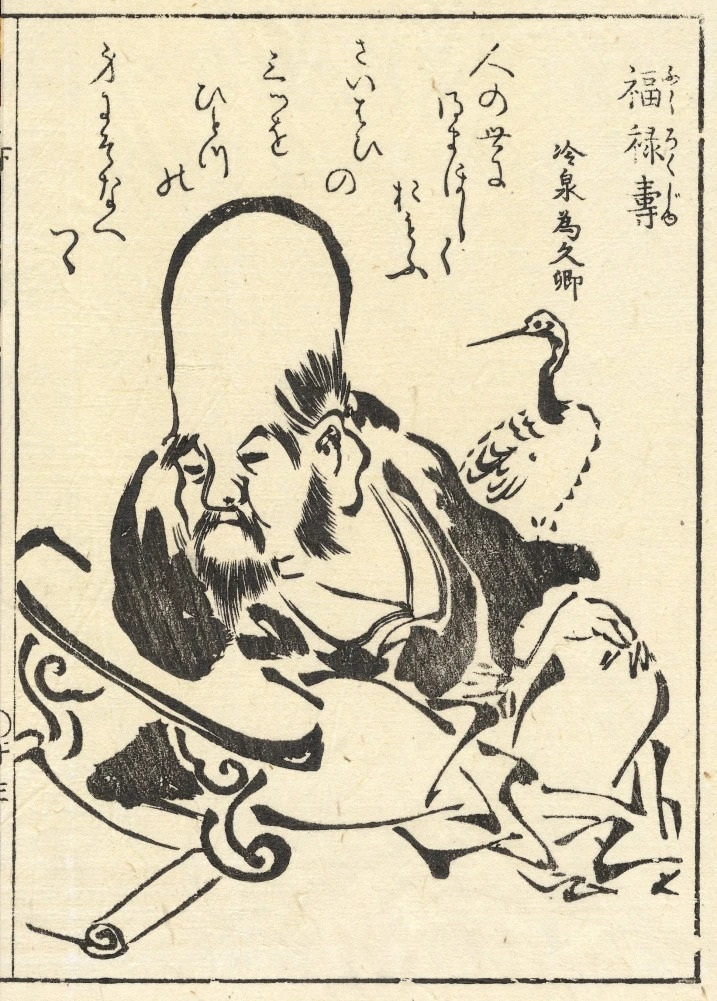
橘守国画の福禄寿。

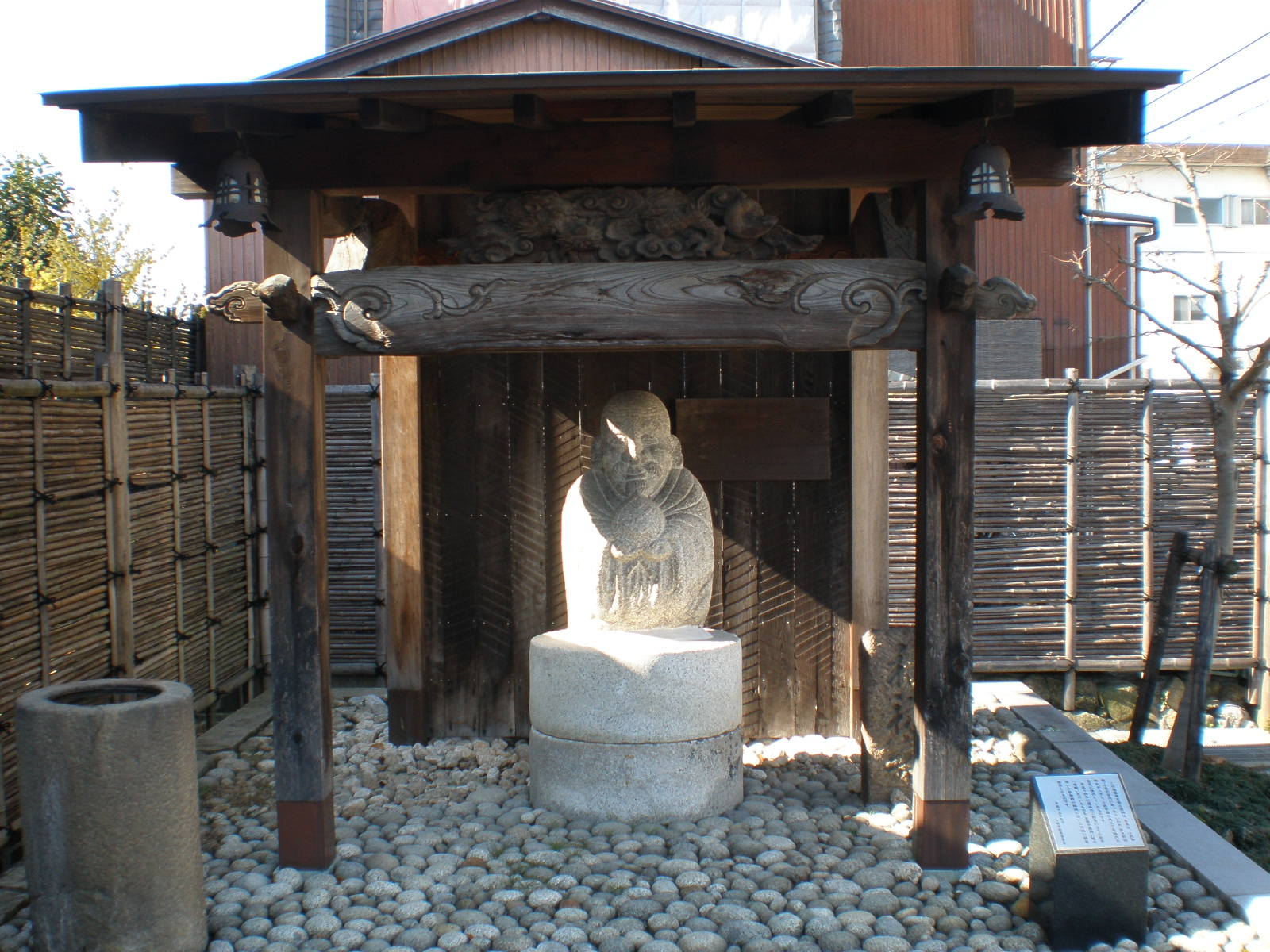
福禄寿の石像（愛知県小牧市）。

福禄寿（ふくろくじゅ）は、七福神の一つ。 福禄人（ふくろくじん）ともいわれる。

## 概説
道教で強く希求される3種の願い、すなわち幸福（現代日本語でいう漠然とした幸福全般のことではなく血のつながった実の子に恵まれること）、封禄（財産のこと）、長寿（単なる長生きではなく健康を伴う長寿）の三徳を具現化したものである。宋の道士・天南星の化身や、南極星の化身（南極老人）とされ、七福神の寿老人と同体異名の神とされることもある。
容姿としては、背が低く長頭で長い髭をはやし、杖に経巻を結び、鶴を伴っている姿とされる。
中国では、鶴・鹿・桃を伴うことによって、福・禄・寿を象徴する三体一組の神像や、コウモリ・鶴・松によって福・禄・寿を具現化した一幅の絵などが作られ広く用いられた。
真言は「オン マカシリ ソワカ」。

## 三星信仰
福禄寿はもともと福星・禄星・寿星の三星をそれぞれ神格化した、三体一組の神である。中国において明代以降広く民間で信仰され、春節には福・禄・寿を描いた「三星図」を飾る風習がある。
福星は木星（十二次では歳星）とされ、多くは裕福な官服を着た黒髪の姿で三者の中心に描かれる。禄星は「禄」 lù が「緑」 lù と同音のため緑色の服装で、豊かさを表す金銭や嬰児を抱いた姿で描かれることが多い。寿星は南極老人星（カノープス）とされ、容貌は時期によって諸説あるが近代以降は禿げた長大な頭に白ひげをたくわえた老人とされることが多く、また厳密にはもともとこの寿星（南極老人）が単独で日本に伝わったのが寿老人である。
三星図は実にさまざまな形態で描かれるが、三者それぞれを人の姿ではなく意味や音韻に関連性がある象徴物として描くものも多く、そのバリエーションは多岐にわたる。中には、寿星だけを老人の姿で描き、その左右に福星を蝙蝠として（「福」 fú と「蝠」 fú が中国では同音のため）、禄星を鹿として（「禄」 lù と「鹿」 lù がやはり同音のため）描いたものなどもあり、こういった伝来物が日本人には二物を伴った一人の神に見えたため、日本においては福禄寿を三人ではなく一人の神格とする認識が流布したと考えられる。
また、中国の民間では春節の星空を飾るオリオン座の三つ星に願いを込めて「福禄寿三星」と呼ぶ習慣もあるが、カノープスを寿星と呼ぶ伝承も広く残っている。